# Raza verde
Raza verde (în franceză Le Rayon vert) este un roman scris de Jules Verne, serializat inițial în Le Temps între 17 mai și 23 iunie 1882 și publicat ulterior în volum pe 24 iulie același an. Titlul și acțiunea romanului au la bază fenomenul optic omonim.

## Povestea
Eroii romanul caută cu multă răbdare să asiste la fenomenul apariției razei verzi în Scoția, o regiune prea puțin favorabilă observațiilor de acest gen, din cauza negurilor. 
Numeroasele tentative sunt acompaniate de eșec din cauza norilor, a stolurilor de păsări sau de pânza vreunui vapor din depărtare care ascund, de fiecare dată, soarele. Când, în cele din urmă, fenonenul se face vizibil în toată splendoarea sa, fără a fi obturat de nimic, cele două personaje principale îl ratează, fiind prea ocupate să descopere raza iubirii în ochii celuilalt.

### Capitolele cărții
- Capitolul I - Fratele Sam și fratele Sib
- Capitolul II - Helena Campbell
- Capitolul III - Articolul din Morning Post
- Capitolul IV - Coborând pe Clyde
- Capitolul V - De pe un vapor pe altul

| - Capitolul VI - Vâltoarea Corryvrekan - Capitolul VII - Aristobulus Ursiclos - Capitolul VIII - Un nor la orizont - Capitolul IX - Vorbe de ale doamnei Bess - Capitolul X - O partidă de crochet - Capitolul XI - Olivier Sinclair - Capitolul XII - Noi proiecte - Capitolul XIII - Mărețiile mării - Capitolul XIV - Viața pe Iona | - Capitolul XV - Ruinele din Iona - Capitolul XVI - Două focuri de pușcă - Capitolul XVII - La bordul Clorindei - Capitolul XVIII - Staffa - Capitolul XIX - Grota lui Fingal - Capitolul XX - Pentru Miss Campbell! - Capitolul XXI - O adevărată furtună într-o grotă - Capitolul XXII - Raza Verde - Capitolul XXIII - Concluzie |

## Baza științifică
Raza verde este un fenomen optic rar, care apare pentru foarte scurtă vreme la răsăritul sau apusul soarelui și se manifestă printr-o pată verde vizibilă deasupra acestuia sau ca o rază verde care țâșnete din locul în care apune astrul. În general, fenomenul este observabil de la o altitudine joasă într-o zonă în care observarea orizontului nu este obstrucționată (de exemplu, de pe ocean). Ideea prezentată în roman conform căreia o persoană poate prezice unde și când va fi vizibilă raza verde nu are baze științifice, fenomenul necesitând condiții de temperatură și higrometrie specifice, care fac ca observarea acestui fenomen să fie rară în realitate.

## Teme abordate în cadrul romanului
Acesta este un roman neobișnuit pentru stilul lui Jules Verne, caracterizat îndeobște prin folosirea acelorași teme care se repetă în mai multe dintre romanele sale, ceea ce nu este cazul în cartea de față.
- tipul omului excentric, exemplificat prin Sam și Sib Melvill, precum și prin Aristobulus Ursiclos
- povestea de dragoste (prezentă și în alte opere verniene, dar nu ca element central)

## Lista personajelor
- Miss Helena Campbell
- Élisabeth, apelată și Bess
- Maître Mac-Fyne
- Samuel Melvill, apelat și Sam Melvill
- Sébastian Melvill, apelat și Sib Melvill
- Patrick Oldimer
- Căpitanul John Olduck
- Partridge
- Olivier Sinclair
- Aristobulus Ursiclos

## Adaptări
Citată în filmul din 1986 al lui Éric Rohmer, Le Rayon vert, raza verde este folosită ca imagine centrală pentru personajul principal, Delphine. Cartea lui Verne este discutată pe larg în film, ca o "poveste de dragoste de basm" ai cărei protagoniști sunt consumați de căutarea acestui fenomen meteorologic rar. Bazându-se pe credința că îi oferă observatorului o percepție superioară, unul dintre personaje explică: „Atunci când vezi raza verde, poți citi sentimentele tale și pe ale altora.” Pornind de la această idee, Delphine pornește în propria căutare a razei verzi, cu scopul de a o ajuta să depășească teama de intimitate care o macină.

## Traduceri în limba română
- perioada interbelică - Raza verde, Ed. Socec & Co, traducere George B. Rareș, 260 pag.
- 1975 - Școala Robinsonilor. Raza verde, Ed. Ion Creangă, Colecția "Jules Verne", vol. 6, traducere Clinca Felicia, 296 pag.
- 2002 - Raza Verde, Ed. Corint, traducere Constantin Ionescu Boeru, 160 pag., ISBN 973-653-374-3
- 2010 - Școala Robinsonilor. Raza verde, Ed. Adevărul, Colecția "Jules Verne", vol. 6, traducere Ana-Maria Moisin, 360 pag., ISBN 978-606-539-144-4